# Wysoka Władza
Wysoka Władza (ang. High Authority) – był to jedyny organ wykonawczy Europejskiej Wspólnoty Węgla i Stali powołany na mocy artykułu 7. traktatu o utworzeniu EWWIS (traktat paryski). Członkami Wysokiej Władzy było 9 osób z państw członkowskich, maksymalnie dwie osoby z jednego kraju. Każdy członek Wysokiej Władzy był funkcjonariuszem międzynarodowym, który mógł zostać odwołany jedynie przez Trybunał.
8 kwietnia 1965 podpisano Traktat fuzyjny (wszedł w życie 1 lipca 1967), dotyczący połączenia organów zarządzających trzech wspólnot europejskich we wspólny organ: Komisję Wspólnot Europejskich. Nazwa Komisja Europejska przyjęła się po wejściu w życie Traktatu z Maastricht i powstaniu Unii Europejskiej.
Jej głównym celem było formułowanie i egzekwowanie prawa wspólnotowego.
| Przewodniczący                                                                 | Państwo                      | Kadencja                          |
| ------------------------------------------------------------------------------ | ---------------------------- | --------------------------------- |
| Jean Monnet René Mayer Paul Finet Piero Malvestiti Rinaldo Del Bo Albert Coppé | Francja Belgia Włochy Belgia | 1952–1955 –1958 –1959 –1963 –1967 |